# فرودگاه بین‌المللی سلطان حسن‌الدین
فرودگاه بین‌المللی سلطان حسن‌الدین (به انگلیسی: Sultan Hasanuddin International Airport) یک فرودگاه همگانی و نظامی با کد یاتا UPG است که یک باند فرود آسفالت دارد و طول باند آن ۲۵۰۰ متر است. این فرودگاه در شهر ماکاسار کشور اندونزی قرار دارد و در ارتفاع ۱۴ متری از سطح دریا واقع شده‌است.

## نگارخانه

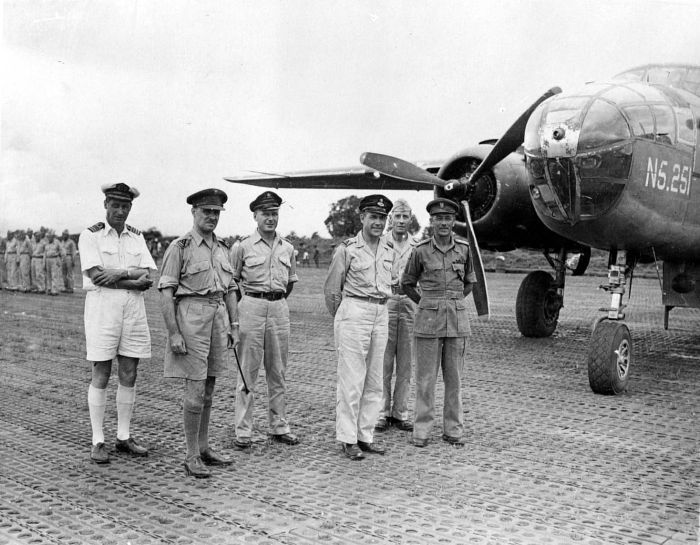
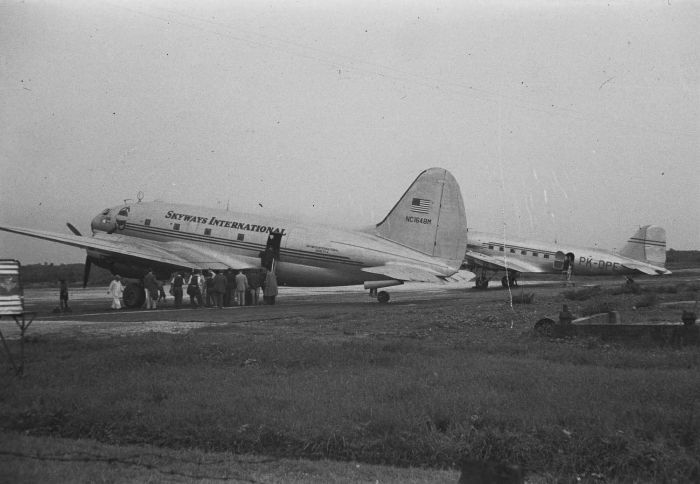
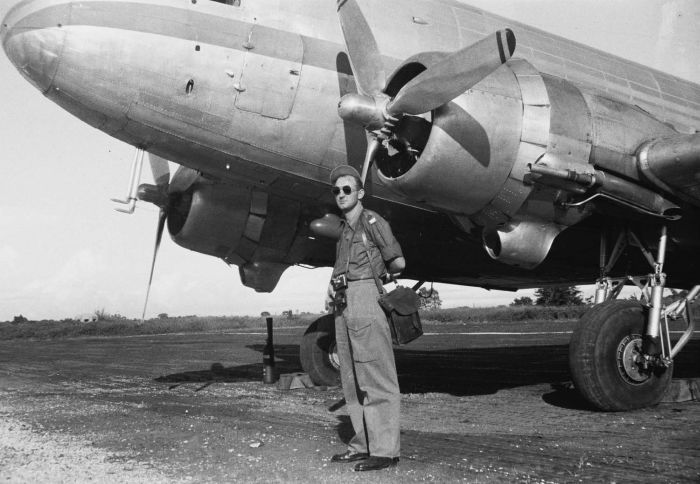

## شرکت‌های هواپیمایی و مقصدهای پروازی

### مسافری
| شرکت‌های هواپیمایی                           | مقصدهای پروازی |
| ------------------------------------------- | --- |
| ایرآسیا                                     | کوالالامپور |
| ایرفست اندونزی                              | حلیم پرداناکوسوما، جواندا، تیمیکا |
| اویاستار                                    | Bone، اندی جما، Palopo, Selayar، پونگتیکو |
| باتیک ایر                                   | پتیمورا، جلال‌الدین، حلیم پرداناکوسوما، سوئکارنو-هتا، سنتنی، هالولو، سام رتولنگی، رندانی، موپاه، موتیارا، سارونگ، جواندا، باب‌الله |
| سیتیلینک                                    | پتیمورا، سلطان آجی محمد سلیمان، جلال‌الدین، سوئکارنو-هتا، سنتنی، هالولو، سام رتولنگی، جواندا |
| گارودا ایندونزیا                            | پتیمورا، فرانس کایسیه‌پو، انگوراه رای، جلال‌الدین، سوئکارنو-هتا، سنتنی، هالولو، موتیارا، تیمیکا، ادیسوسیپتو، سوگیمانورو فصلی: ملک عبدالعزیز                                                                                                |
| گارودا ایندونزیا اجرا توسط گارودا ایندونزیا | سلطان آجی محمد سلیمان، بتوامباری، سنتنی، هالولو، Kolaka، سیوکوران امین‌الدین امیر، تامپا پادانگ، سام رتولنگی، لومبک، سوگیمانورو، سارونگ، اچماد یانی، جواندا، ادیسوسیپتو                                                                   |
| گاتاری ایر سرویس                            | پونگتیکو |
| اندونزی ایر ترنسپورت                        | Morowali, Soroako |
| Kal Star Aviation                           | سیامسودین نور، وای-اوتی، ال تاری |
| لاین ایر                                    | پتیمورا، سلطان آجی محمد سلیمان، حسین ساسترانگارا، سیامسودین نور (آغاز از ۲۳ اوت ۲۰۱۷), فرانس کایسیه‌پو، انگوراه رای، جلال‌الدین، سوئکارنو-هتا، سنتنی، هالولو، سام رتولنگی، لومبک، موتیارا، سوپادیو، ادیسومارمو، جواندا، یوواتا، ادیسوسیپتو |
| هواپیمایی سعودی                             | شاهزاده محمد بن عبدالعزیز، ملک عبدالعزیز |
| سیلک‌ایر                                     | چانگی سنگاپور |
| Sriwijaya Air                               | سلطان آجی محمد سلیمان، سیامسودین نور، فرانس کایسیه‌پو، انگوراه رای، جلال‌الدین، سوئکارنو-هتا، سنتنی، هالولو، سیوکوران امین‌الدین امیر، تامپا پادانگ، رندانی، موپاه، اچماد یانی، سارونگ، جواندا، تیمیکا، باب‌الله، ادیسوسیپتو                 |
| سوسی ایر                                    | اندی جما، Palopo, Rampi, Seko، پونگتیکو |
| تریگانا ایر سرویس                           | سیوکوران امین‌الدین امیر، پونگتیکو |
| وینگز ایر                                   | باتو لیسین، بتوامباری، بیما، هالولو، Kolaka، سیوکوران امین‌الدین امیر، عبدالرحمان صلاح، تامپا پادانگ، تیلیک ریووت (آغاز از ۳۰ اوت ۲۰۱۷), Palopo، کاسیگونکو، سوگیمانورو، Selayar، ماتاهورا                                                 |